# Bengala (singolo)
Bengala è un singolo del cantante italiano Lorenzo Fragola, pubblicato il 19 gennaio 2018 come primo estratto dall'album omonimo.

## Video musicale
Il video, diretto da Tania Gualeni, è stato reso disponibile il 2 febbraio 2018 attraverso il canale YouTube del cantante.

## Tracce
1. Bengala – 3:38